# Хайнрих XXIV (Ройс-Кьостриц)
Хайнрих XXIV фон Ройс-Кьостриц (на немски: Heinrich XXIV von Reuß-Köstritz; * 26 юли 1681 в Шлайц, Тюрингия; † 24 юли 1748 в Грайц, Тюрингия) е граф на Ройс-Кьостриц от 1692 до 1748 г. Той е основател на страничната линия на младата линия, клон на род Дом Ройс. Прародител е на всички още живеещи Ройси.
Той е най-малкият син на граф Хайнрих I Ройс-Шлайц (1639 – 1692) и третата му съпруга графиня Анна Елизабет фон Зинцендорф (1659 – 1683), дъщеря на граф Рудолф фон Зинцендорф-Рейнек (1620 – 1677) и баронеса Ева Сузана фон Цинцендорф (1636 – 1709).
При смъртта на баща му той получава Кьостриц като Paragium, където резидира.

## Фамилия
Той се жени на 6 май 1704 г. в Бреслау (Вроцлав) за Елеонора фрайин фон Промниц-Дитерсбах (* 7 май 1688; † 12 май 1776), дъщеря на фрайхер Йохан Кристоф фон Промниц-Дитерсбах (1661 – 1689) и съпругата му фрайин Анна Елизабет фон Саурма фон дер Йелч (1663 – 1708). Те имат децата:
- Хайнрих V (1706 – 1713)
- Хайнрих VI (1707 – 1783), граф Ройс-Кьостриц – стария клон (1748 – 1783)
- Хайнрих VIII (1708 – 1710)
- Луиза (1710 – 1756)
- Хайнрих IX (1711 – 1780), граф Ройс-Кьостриц, средния клон (1748 – 1780)
- Мария София Хелена (1712 – 1781), омъжена 1735 за граф Рохус Фридрих фон Линар (1708 – 1781)
- Хайнрих X (1715 – 1741)
- Хайнрих XIII (1716 – 1717)
- Хайнрих XVI (1718 – 1719)
- Конрадина Елеонора (1719 – 1770), омъжена 1743 за граф Хайнрих XI Ройс-Грайц (1722 – 1800)
- Хайнрих XXIII (1722 – 1787), граф Ройс-Кьостриц, младия клон (1748 – 1787)